# Marbéville

Marbéville este o comună în departamentul Haute-Marne din nord-estul Franței. În 2009 avea o populație de 113 de locuitori.

## Evoluția populației
| An        | 1975 | 1982 | 1990 | 1999 | 2006 | 2009 |
| --------- | ---- | ---- | ---- | ---- | ---- | ---- |
| Populație | 126  | 120  | 94   | 101  | 104  | 113  |